# Цапарце
Цапарце (алб. Caparc) је насељено место у општини Призрен, на Косову и Метохији. Према попису становништва из 2011. у насељу је живело 848 становника.

## Становништво
Према попису из 2011. године, Цапарце има следећи етнички састав становништва:
| Националност | 2011.        |
| Албанци      | 818 (96,46%) |
| Египћани     | 25 (2,95%)   |
| Ашкалије     | 3 (0,35%)    |
| недоступно   | 2 (0,24%)    |
| Укупно       | 848          |

| Демографија | Демографија | Демографија |
| Година      | Становника  | Становника  |
| ----------- | ----------- | ----------- |
| 1948.       | 185         |             |
| 1953.       | 205         |             |
| 1961.       | 271         |             |
| 1971.       | 400         |             |
| 1981.       | 532         |             |
| 1991.       | 628         |             |
| 2011.       | 848         |             |